# Zandam
Zandam je nizozemski grad u opštini Zanstad u provinciji Severna Holandija.

## Geografske karakteristike
Grad leži na istočnoj obali reke Zan (s druge strane leži Zanštad), blizu njenog ušća u kanal Severnog mora, i udaljen je svega 14 km od centra Amsterdama, ka severozapadu, pa je u neku ruku njegovo predgrađe, tako da je i on deo velike konurbacije - Randstad.

## Istorija
Zandam se nekad zvao Sanredam. Za njegov razvoj, kao i za razvoj čitavog kraja zvanog Zanstrik, uz reku Zan, bio je važan razvoj industrije. Grad je doživeo procvat tokom 17. veka - Zlatnog perioda Nizozemske, kada je uz reku Zan podignuto na hiljade vetrenjača koje su pokretale mlinove i pilane koje su obrađivale drvnu građu iz Skandinavije za brodogradnju i manufakture papira. U spomen na taj period, gradske vlasti naručile su statuu stolara ("De Houtwerker") od vajara Slavomira Miletića. Statua je postavljena 20. juna 2004.
Zaandam je bio i značajni centar kitolova i prerade mesa i kostiju kitova.
U gradu je 1697. boravio ruski car Petar Veliki, koji je tu proučavao brodogradnju. Kuća u kojoj je boravio danas je pretvorena u muzej.
Iako je bio pionir u Industrijskoj revoluciji Zandam je tek 1811. dobio status grada. Sve do 1974. bio je zasebna opština, a od tad je deo Opštine Zanstad.

## Privreda
Zandam je i danas razvijen industrijski centar i luka poznata po uvozu velike količine drvne građe.

## Spoljašnje veze
- Turizam u Holandiji Архивирано на веб-сајту  (13. октобар 2020)
- Istorija Holandije